# Aeroportul Municipal French Lick
Aeroportul Municipal French Lick (IATA: FRH, ICAO: KFRH, FAA LID: FRH) este un aeroport din Indiana, Statele Unite ale Americii ce deservește zona French Lick⁠(d). Aeroportul a fost tranzitat în 2019 de 16 pasageri. A fost numit după zona deservită.
Situat la o altitudine de 241 m, aeroportul dispune de 1 pistă.

## Infrastructură

### Piste
Aeroportul dispune de o singură pistă. Pista 8/26 are suprafața de asfalt și dimensiunile 5.500 picioare × 100 picioare. 